# Brevonne
Die Brevonne (auch Brévonne geschrieben) ist ein Fluss in Frankreich, der im Département Aube in der Region Grand Est verläuft. Sie entspringt im Gemeindegebiet von Lévigny, entwässert generell Richtung Nordnordwest durch ein wald- und seenreiches Gebiet, durchquert den östlichen Ausläufer des Regionalen Naturparks Forêt d’Orient und mündet nach rund 28 Kilometern im Gemeindegebiet von Rances als linker Nebenfluss in die Voire.

## Wirtschaft
Im Oberlauf des Flusses, bei La Chaise passiert der Fluss das Centre de stockage de l’Aube, ein Atommüll-Endlager.

## Orte am Fluss
(Reihenfolge in Fließrichtung)
- Vernonvilliers
- La Chaise
- Morvilliers
- Juzanvigny
- Vallentigny
- Rances